# Rabo de Peixe (serie de TV)
Rabo de Peixe es una serie de televisión dramática portuguesa creada y escrita por Augusto Fraga, João Tordo e Hugo Gonçalves, producida por UKBAR Filmes y dirigida por Augusto Fraga y Patrícia Sequeira.
Estrenada el 26 de mayo de 2023 en la plataforma de streaming Netflix, la serie alcanzó el 10º puesto en el top mundial de visualizaciones de Netflix el 29 de mayo de 2023 y el 6º el 30 de mayo de 2023 estando en el Top 10 en 33 países.

## Sinopsis
La historia se sitúa en el pueblo azoriano de Rabo de Peixe (isla de San Miguel), cuando una tonelada de cocaína llega a tierra, cambiando por completo la vida de sus habitantes. Eduardo, un joven pescador, y sus amigos empiezan a vender la cocaína. Sin embargo, una tonelada de cocaína no pasa desapercibida y los protagonistas se enfrentarán a los dueños de esta droga, a la policía y a una serie de personajes imprevisibles en una peligrosa aventura sin retorno.

## Historia real
La serie se basa libremente en una historia real. En 2001, una gran cantidad de cocaína llegó a Rabo de Peixe. Muchos aldeanos decidieron experimentar con la droga. Como no estaban muy acostumbrados y la coca era muy pura, muchos acabaron en el hospital por sobredosis y otros incluso murieron. Otros la vendían a 25 euros el vaso de cerveza lleno. Una ganga. Por desgracia, el asunto dejó su huella; muchos residentes de Rabo de Peixe siguen siendo adictos.

## El reparto

### Reparto principal
- José Condessa como Eduardo
- Helena Caldeira como Sílvia
- André Leitão como Carlos
- Rodrigo Tomás como Rafael
- Maria João Bastos como la Inspectora
- Albano Jerónimo como Arruba
- Afonso Pimentel como Ian
- Kelly Bailey como Bruna
- Pêpê Rapazote como Tío Joe
- Francesco Acquaroli como Monti
- Adriano Carvalho como Jeremías
- Marcantonio Del Carlo como Francesco Bonino

### Reparto recurrente
- Dinarte de Freitas como Zé do Frango
- Salvador Martinha como Estagiário
- João Pedro Vaz como Banha
- Luísa Cruz como Valentina
- David Medeiros como Lavrador
- Miguel Damião como Padre Antonio
- Benedita Pereira como Elvira
- Romeu Bairos como Sandro G
- Rafael Morais como Morcela
- José Medeiros como Prisionero
- Daniela Ruah como Fátima
- Tomás Furtado de Melo como Policía nº 1
- Keven Santos como Policía nº 2
- Luís Henrique Matos como Marcelino
- Frederico Amaral como Rusty
- Maria João Falcão como Gisela
- Ana Lopes como Reportera
- Nelson Cabral como el empleado del hotel

## Episodios
1. Tormenta
2. Oferta y demanda
3. La Tierra se estremece
4. El pez por la boca muere
5. Nadie escapa de una isla
6. El canto del cisne
7. No es Estados Unidos